# Rubite

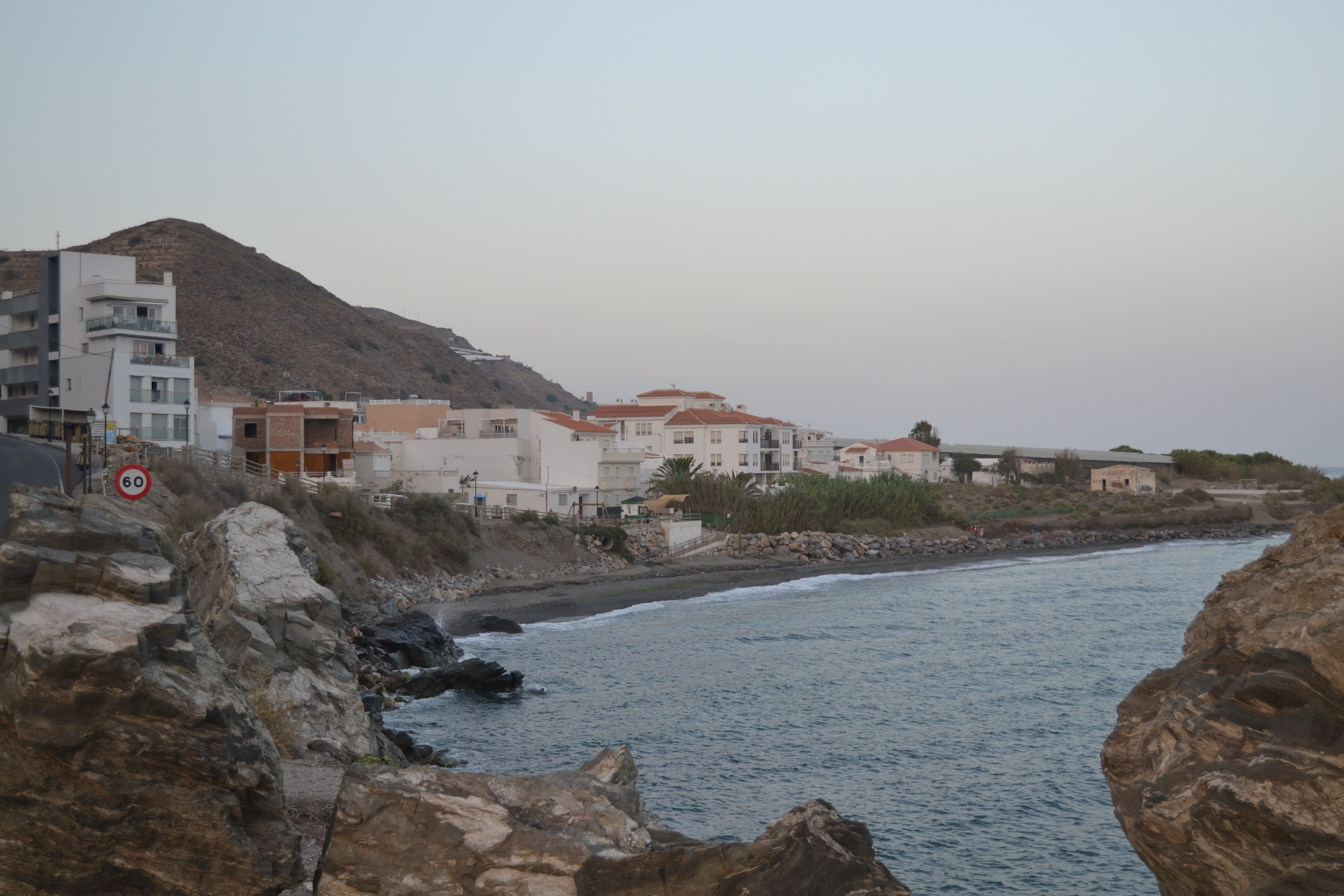
La pedanía de Casarones, en Rubite

Rubite es una localidad y municipio español situado en la parte centro-este de la comarca de la Costa Granadina, en la provincia de Granada, comunidad autónoma de Andalucía. A orillas del mar Mediterráneo, Rubite limita con los municipios de Lújar, Órgiva y Polopos. En 2021 contaba con una población de 384 habitantes.
El municipio rubiteño comprende los núcleos de población de Rubite, Rambla del Agua, Casarones, Los Gálvez, Barranco Ferrer, El Lance y Los Díaz.

## Geografía
Integrado en la comarca Costa Granadina, se sitúa a 82 kilómetros por carretera de la capital provincial. El término municipal está atravesado por la Autovía del Mediterráneo (A-7) entre los pK 357 y 359 y la antigua carretera N-340.
El relieve es predominantemente montañoso al estar entre la Sierra de Lújar y la Sierra de la Contraviesa, ambas del Sistema Penibético. El territorio cuenta con dos ramblas destacadas separadas por la loma de los Arrastraderos. La rambla de Rubite discurre por la mitad norte del municipio en sentido noreste-suroeste, y en sus márgenes se encuentran los núcleos de Rubite y Barranco Ferrer. Por otro lado, la rambla del Acebuchal discurre de norte a sur, encontrando su desembocadura ya en el término de Polopos, y en cuya cuenca se localizan las entidades de Los Gálvez, Los Díaz, Rambla del Agua, El Lance y Casarones.
La altura del territorio oscila entre los 1411 m en la Sierra de la Contraviesa (pico Boquita Abuela) y el nivel del mar en la desembocadura de la rambla del Acebuchal. El pueblo se alza a 789 m sobre el nivel del mar.
| Noroeste: Órgiva                   | Norte: Órgiva         | Noreste: Órgiva y Polopos |
| Oeste: Lújar                       | Puntos cardinales     | Este: Polopos             |
| Suroeste: Lújar y mar Mediterráneo | Sur: mar Mediterráneo | Sureste: mar Mediterráneo |

## Demografía
Rubite cuenta con una población de 426 habitantes (INE 2024).
| Gráfica de evolución demográfica de Rubite entre 1842 y 2021                                                        |
| |
| Población de derecho según los censos de población del INE Población de hecho según los censos de población del INE |

## Administración y política
Los resultados en Rubite de las elecciones municipales celebradas en mayo de 2023 son:
| Elecciones Municipales - Rubite (2023) | Elecciones Municipales - Rubite (2023)   | Elecciones Municipales - Rubite (2023) | Elecciones Municipales - Rubite (2023) | Elecciones Municipales - Rubite (2023) |
| Partido político                       | Partido político                         | Votos                                  | Votos                                  | Concejales                             |
| -------------------------------------- | ---------------------------------------- | -------------------------------------- | -------------------------------------- | -------------------------------------- |
|                                        | Partido Socialista Obrero Español (PSOE) | 173                                    | 69,19 %                                | 5                                      |
|                                        | Partido Popular (PP)                     | 75                                     | 30 %                                   | 2                                      |

## Economía
El municipio principalmente se dedica a la agricultura. En la zona interior, a árboles como almendros e higueras, y en las zonas costeras al cultivo de plantas bajo plástico.
También tiene turismo de sol y playa con un camping situado en la costa.

### Evolución de la deuda viva municipal
| Gráfica de evolución de Deuda viva del Ayuntamiento de Rubite entre 2008 y 2019                                |
| |
| Deuda viva del Ayuntamiento de Rubite en miles de Euros según datos del Ministerio de Hacienda y Ad. Públicas. |

## Transporte y comunicaciones

### Carreteras
El acceso al núcleo de Rubite se puede realizar por la carretera que une Lanjarón con Almería, o por la carretera de la costa en la rambla de Castell de Ferro.
Dista de Granada a unos 82 km., de Castell de Ferro 17 km., Motril 36 km., Órgiva 25 km. y Albuñol 39 km.

## Cultura
Celebró en 2005 el XXIV Festival de Música Tradicional de la Alpujarra.
Celebró en 2017 y 2018 la Semana Cultural, que incluyó sendos Torneos de ajedrez.